# الزبير بن عدي
الزبير بن عدي الهمداني اليامي، (- 131 هـ) أبو عدي الكوفي، تابعي وراوي حديث من الثقات، وقاضي الري، توفي في الري عام 131 هـ. روى له الجماعة.

## سيرته
الزُّبير بن عديّ اليامي، من همدان، ذكره محمد بن سعد البغدادي في كتاب الطبقات الكبير، في الطبقة الثالثة من طبقات أهل الكوفة، قال الذهبي: «وكان فاضلا صاحب سنة»، وقال العجلي: «ثقة، ثبت من أصحاب إبراهيم، كان مع قتيبة بن مسلم الباهلي، فقال له إبراهيم: اتق الله لا تُقتل مع قتيبة - يخاف عليه من القتل وضياع علمه -.»

## روايته للحديث النبوي
- روى عن: أنس بن مالك، وأبي وائل شقيق، والحارث الأعور، ومصعب بن سعد، وكلثوم بن المصطلق، وإبراهيم النخعي، وطلحة بن مصرف.
- روى عنه: إسماعيل بن أبي خالد، وإسحاق السبيعي، وهو أكبر منه، ومالك بن مغول، وسفيان الثوري، ومسعر بن كدام، وعمرو بن أبي قيس، وعثمان بن زائدة، وبشر بن الحسين أحد الضعفاء، وغيرهم.[2][3]
- الجرح والتعديل: ذكره ابن حبان في كتاب الثقات، ووثّقه أحمد بن حنبل ويحيى بن معين وأبو حاتم الرازي والنسائي والعجلي وقال أحمد: «صالح الحديث مقارب الحديث»، وقال أبو داود الطيالسي: «لا نعرف للزبير بن عدي عن أنس إلا حديثًا واحدًا».[3]

## وصلات خارجية
- نسخة الزبير بن عدي، مخطوط.